# Pasqua Lake
Pasqua Lake är en sjö i Kanada.   Den ligger i provinsen Saskatchewan, i den sydöstra delen av landet, 2 200 km väster om huvudstaden Ottawa. Pasqua Lake ligger 503 meter över havet.
Trakten runt Pasqua Lake består till största delen av jordbruksmark. Runt Pasqua Lake är det mycket glesbefolkat, med 2 invånare per kvadratkilometer.